# Université Blida 1
 (mars 2023).
La mise en forme du texte ne suit pas les recommandations de Wikipédia : il faut le « wikifier ».
Les points d'amélioration suivants sont les cas les plus fréquents. Le détail des points à revoir est peut-être précisé sur la page de discussion.
- Les titres sont pré-formatés par le logiciel. Ils ne sont ni en capitales, ni en gras.
- Le texte ne doit pas être écrit en capitales (les noms de famille non plus), ni en gras, ni en italique, ni en « petit »…
- Le gras n'est utilisé que pour surligner le titre de l'article dans l'introduction, une seule fois.
- L'italique est rarement utilisé : mots en langue étrangère, titres d'œuvres, noms de bateaux, etc.
- Les citations ne sont pas en italique mais en corps de texte normal. Elles sont entourées par des guillemets français : « et ».
- Les listes à puces sont à éviter, des paragraphes rédigés étant largement préférés. Les tableaux sont à réserver à la présentation de données structurées (résultats, etc.).
- Les appels de note de bas de page (petits chiffres en exposant, introduits par l'outil «  Source ») sont à placer entre la fin de phrase et le point final[comme ça].
- Les liens internes (vers d'autres articles de Wikipédia) sont à choisir avec parcimonie. Créez des liens vers des articles approfondissant le sujet. Les termes génériques sans rapport avec le sujet sont à éviter, ainsi que les répétitions de liens vers un même terme.
- Les liens externes sont à placer uniquement dans une section « Liens externes », à la fin de l'article. Ces liens sont à choisir avec parcimonie suivant les règles définies. Si un lien sert de source à l'article, son insertion dans le texte est à faire par les notes de bas de page.
- La présentation des références doit suivre les conventions bibliographiques. Il est recommandé d'utiliser les modèles {{Ouvrage}}, {{Chapitre}}, {{Article}}, {{Lien web}} et/ou {{Bibliographie}}. Le mode d'édition visuel peut mettre en forme automatiquement les références.
- Insérer une infobox (cadre d'informations à droite) n'est pas obligatoire pour parachever la mise en page.

Pour une aide détaillée, merci de consulter Aide:Wikification.
Si vous pensez que ces points ont été résolus, vous pouvez retirer ce bandeau et améliorer la mise en forme d'un autre article.
Université Saâd Dahlab de Blida
L'Université Saâd Dahlab de Blida ou l'Université de Blida 1 plus communément appelée « ex-Université de Blida », est une université publique algérienne située à Blida, dans le nord du pays. Créée conformément au décret exécutif no 89-137 du 1er août 1989 portant création de l'université de Blida,. Elle porte le nom de Saâd Dahlab, un des chefs nationalistes durant la Guerre d'Algérie et un des négociateurs de la délégation algérienne aux Accords d'Evian.
Elle est classée par le U.S. News & World Report au 105e rang du classement régional 2016 des universités arabes, et elle est classée 15e en Algérie selon Unirank, en 2021.

## Histoire et structuration de l'université
Créé le 20 juin 1977 (décret no 77-92), le Centre Universitaire de Blida a ouvert ses portes aux étudiants quatre ans plus tard, le 8 septembre 1981, où le nombre des étudiants inscrits s’élevait à 526, pour un effectif enseignant de 57 dont 17 étrangers.
En août 1989 le C.U.B. s'est transformé en université, et suivant le décret exécutif no 89-137 du 1er août 1989, l'université était composée des instituts suivant :
- L'institut des Sciences Médicales.
- L'institut d’Agronomie.
- L'institut de Mécanique.
- L'institut d’Électronique.
- L'institut d’Architecture.
- L'institut d’Aéronautique.
- L'institut de Chimie Industrielle.

En 1995, et suivant le décret exécutif no 95-204 du 5 août 1995 modifiant et complétant le décret exécutif no 89-137 du 1er août 1989, l'université fut restructurée comme suit :
- L'institut des Sciences Médicales.
- L'institut d’Agronomie.
- L'institut de Génie Mécanique;
- L'institut d’Électronique.
- L'institut d’Architecture.
- L'institut d’Aéronautique.
- L'institut de Chimie Industrielle.
- L'institut des Sciences Économiques.
- L'institut des Langues Étrangères.
- L'institut des Sciences Exactes.
- L'institut des Sciences Juridiques et Administratives.

En 1998, une autre structuration est décrétée, suivant le décret exécutif no 98-230 du 2 décembre 1998 modifiant le décret exécutif no 89-137 du 1er août 1989, et en appliquant l'article 2 (du décret exécutif no 98-253 du 17 août 1998 modifiant et complétant le décret no 83-544 du 24 septembre 1983 portant statut-type de l'université) qui stipule que l'université est composée de facultés. L'université est composée ainsi de :
- Faculté des Sciences.
- Faculté des Sciences de l’Ingénieur.
- Faculté de Médecine.
- Faculté de Droit.
- Faculté des Sciences Économiques et des Sciences de Gestion.
- Faculté des lettres et des Sciences Sociales.
- Faculté des Sciences Agronomiques et Vétérinaires.

En 2012, le décret exécutif no 12-76 du 12 février 2012 modifiant et complétant le décret exécutif no 89-137 du 1er août 1989, a modifié la structure de l'université comme suit :
- Faculté des Sciences.
- Faculté de Technologie.
- Faculté de Médecine.
- Faculté de Droit et des Sciences Politiques.
- Faculté des Sciences Économiques, Commerciales et des Sciences de Gestion.
- Faculté des lettres et des Langues.
- Faculté des Sciences Humaines et Sociales.
- Faculté des Sciences Agro-Vétérinaires et Biologiques.

## Le nouveau pôle d'El Affroun et la création de l'Université de Blida 2
Un nouveau pôle universitaire est construit au niveau de la ville d'El Affroun, il a ouvert partiellement ses portes dès l'année universitaire 2011/2012. Ce pôle contient plusieurs résidences universitaires. Plusieurs facultés sont transférées progressivement vers ce nouveau site telles que la faculté des sciences humaines et sociales et la faculté des lettres et des langues. Pour l'année universitaire 2013/2014, l'Université de Blida est scindée en deux universités indépendantes : l'Université de Blida 1 et l'Université de Blida 2.

### Université de Blida 1
L'Université de Blida 1 hérite l'administration et le site de l'ex-Université de Blida, elle garde le nom « Université Saad Dahlab ». Elle garde l'ensemble des facultés à caractère scientifique, technique et médical.

## Organisation
Après la création de l'Université de Blida 2, l'Université de Blida 1 a hérité de l'ensemble des facultés à caractères scientifiques et été restructurée comme suit:

### Faculté des Sciences
1. Département de Physique
2. Département de Chimie
3. Département de l'Informatique
4. Département des Mathématiques
5. Département Sciences de la Matière
6. Département Tronc commun MI

### Faculté de Technologie
1. Département d'Électronique
2. Département de Génie Mécanique
3. Département de Génie Civil
4. Département de Génie des Procédés
5. Département des Sciences de l'Eau et de l'Environnement
6. Département Tronc Commun ST
7. Département des Énergies Renouvelables

### Faculté de Médecine
1. Département de Médecine
2. Département de Pharmacie
3. Département de Médecine dentaire

### Faculté des Sciences de la Nature et de la Vie
1. Département de Biologie
2. Département de Biotechnologie
3. Département de BPC
4. Département d'Agro-Alimentaire
5. Département de biologie BPO
6. Département de Tronc Commun

## Galerie de photos

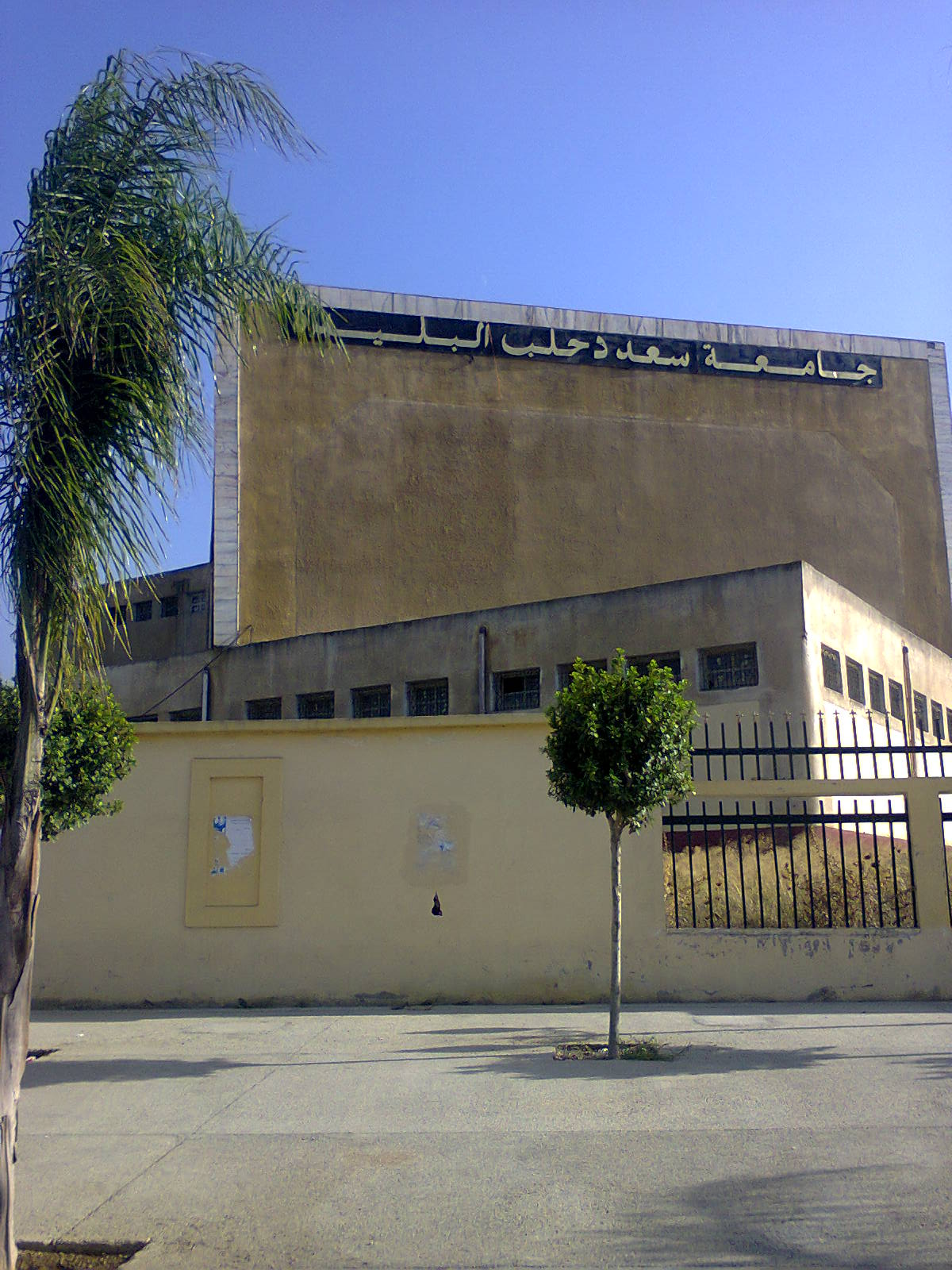
Photo de l'extérieur de l'université de Blida.
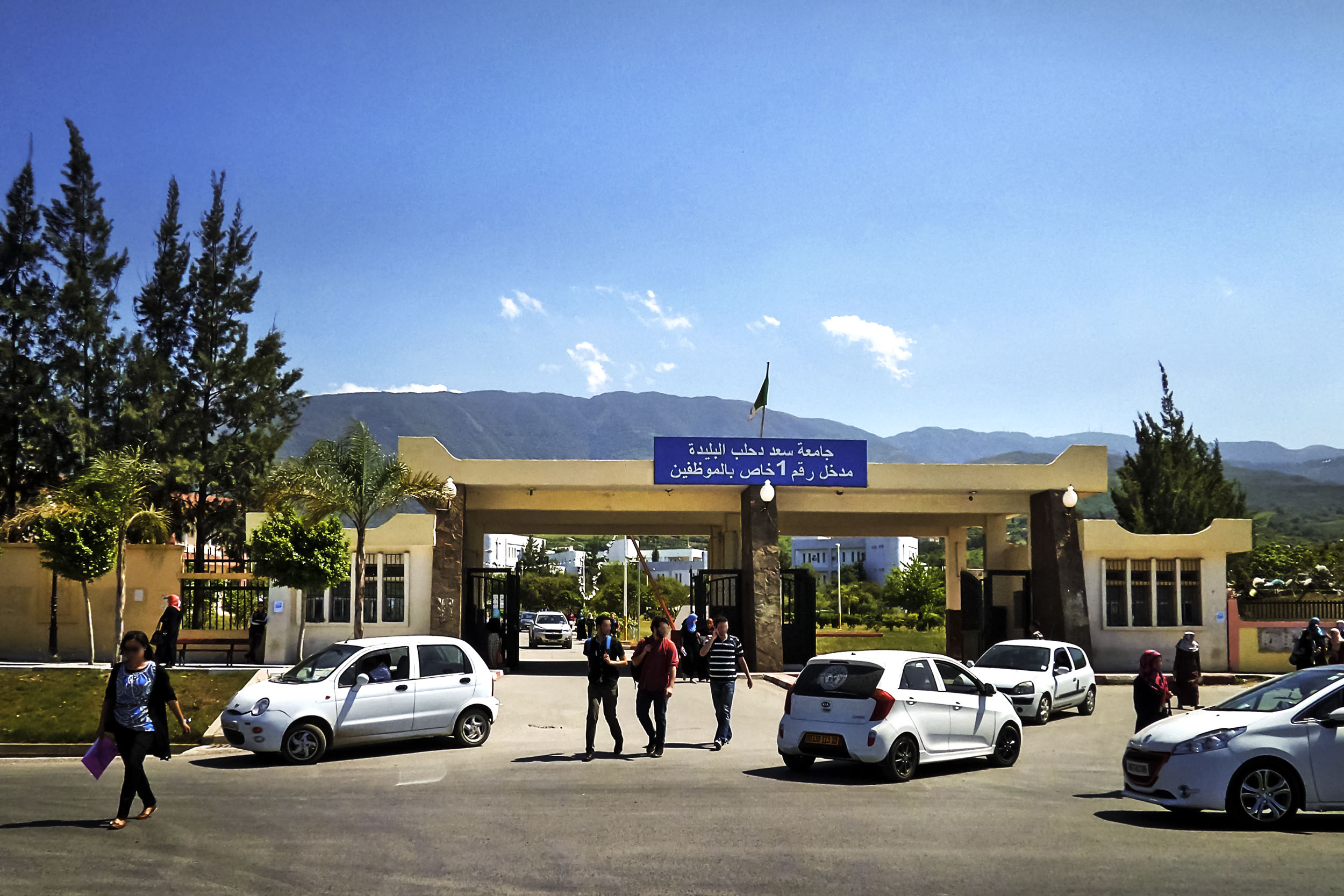
Portail d'entrée de l'université
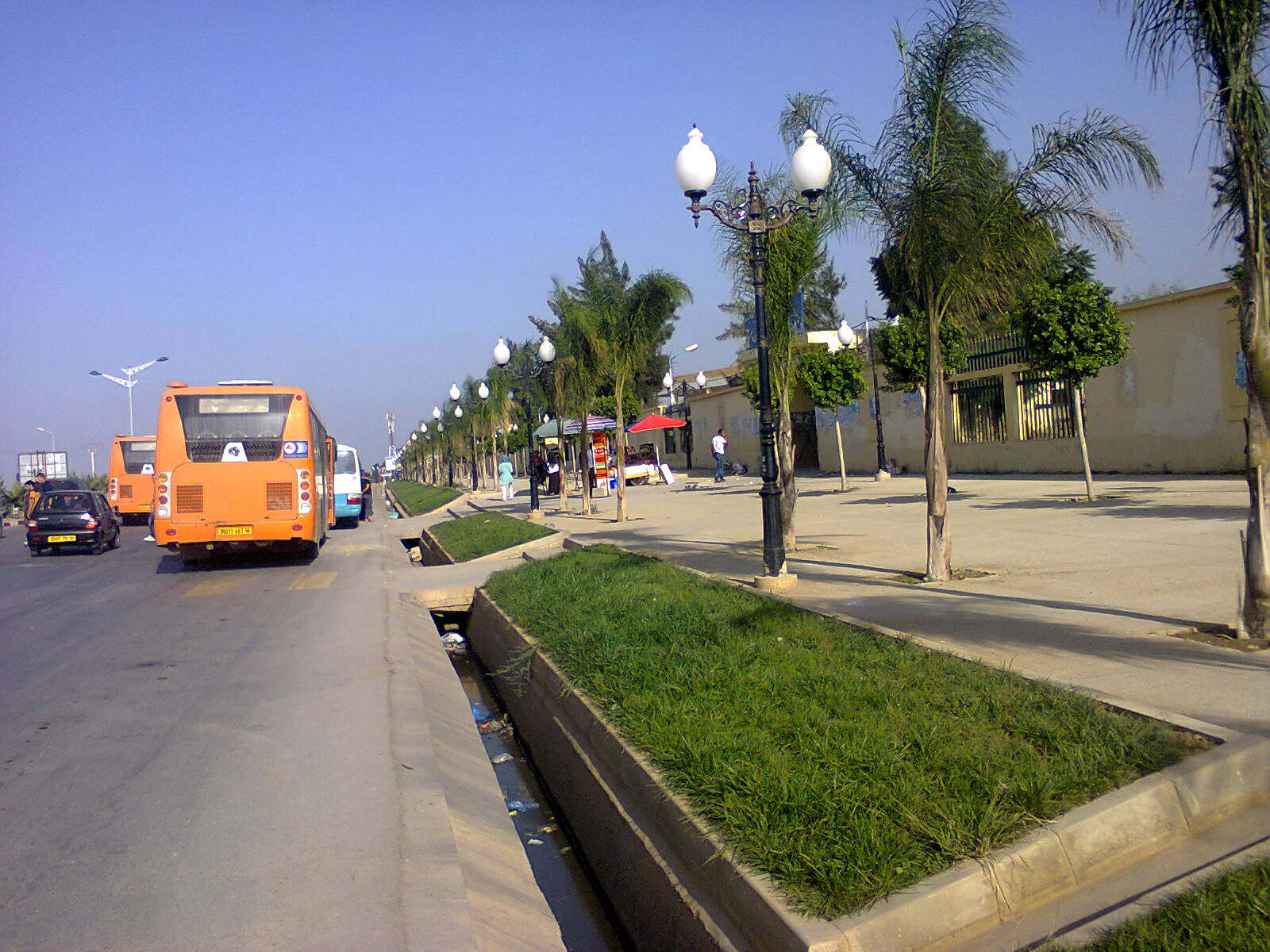
Vue sur le boulevard juxtaposant l'université.
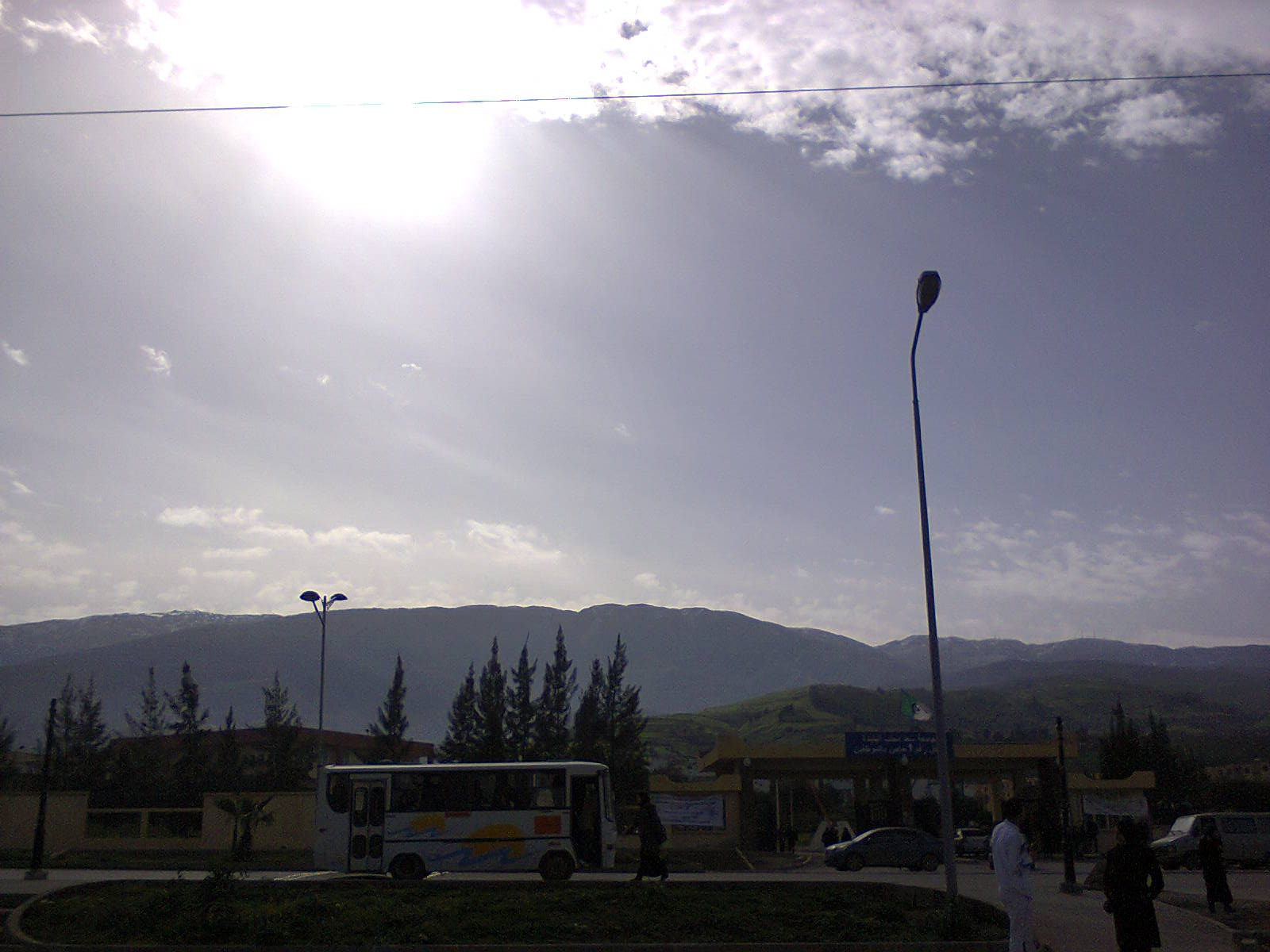
Vue sur l'une des entrées de l'USDB.
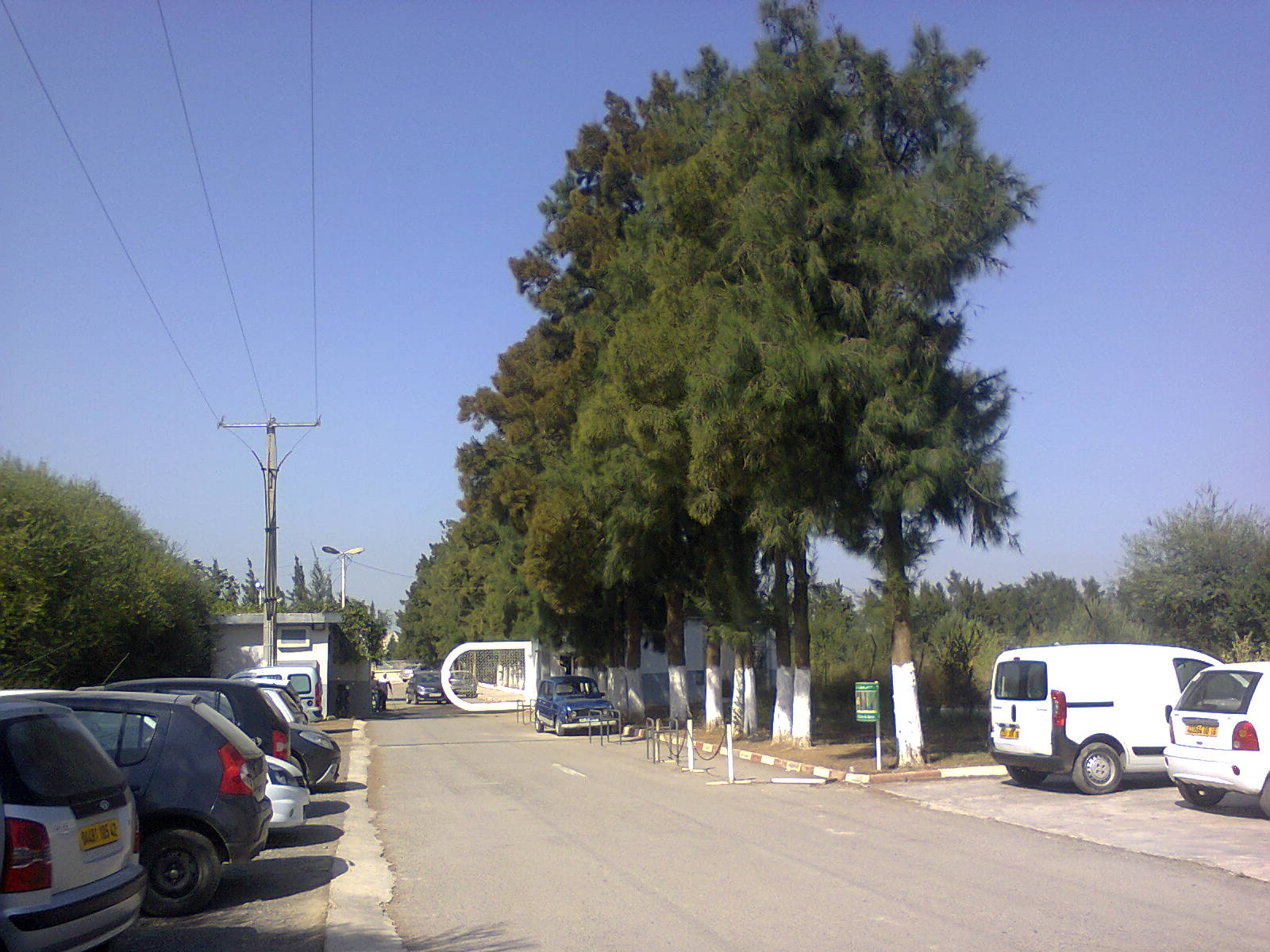
Photo à l’intérieur de l'université de Blida, au niveau de l'entrée de la faculté des sciences biologiques et vétérinaires, transformé depuis 2013/2014 en Institut des sciences vétérinaires.
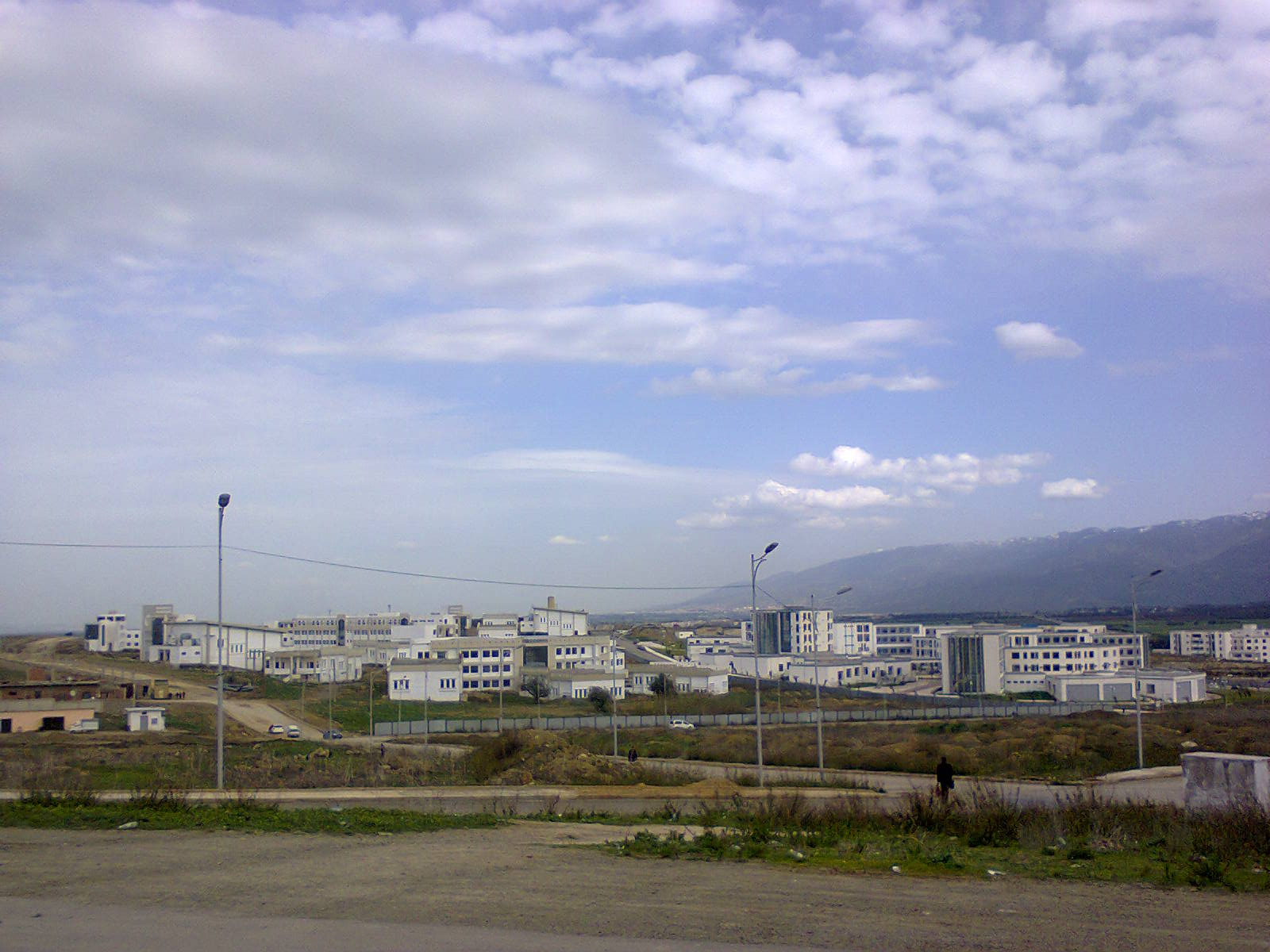
Photo de la nouvelle annexe de l'Université de Blida encore en chantier en 2012, bâtie au niveau d'El Affroun.